# Familie Borlée
De familie Borlée is een Belgische atletenfamilie. De Borlées hebben anno 2019 samen verschillende internationale medailles behaald.

## Geschiedenis

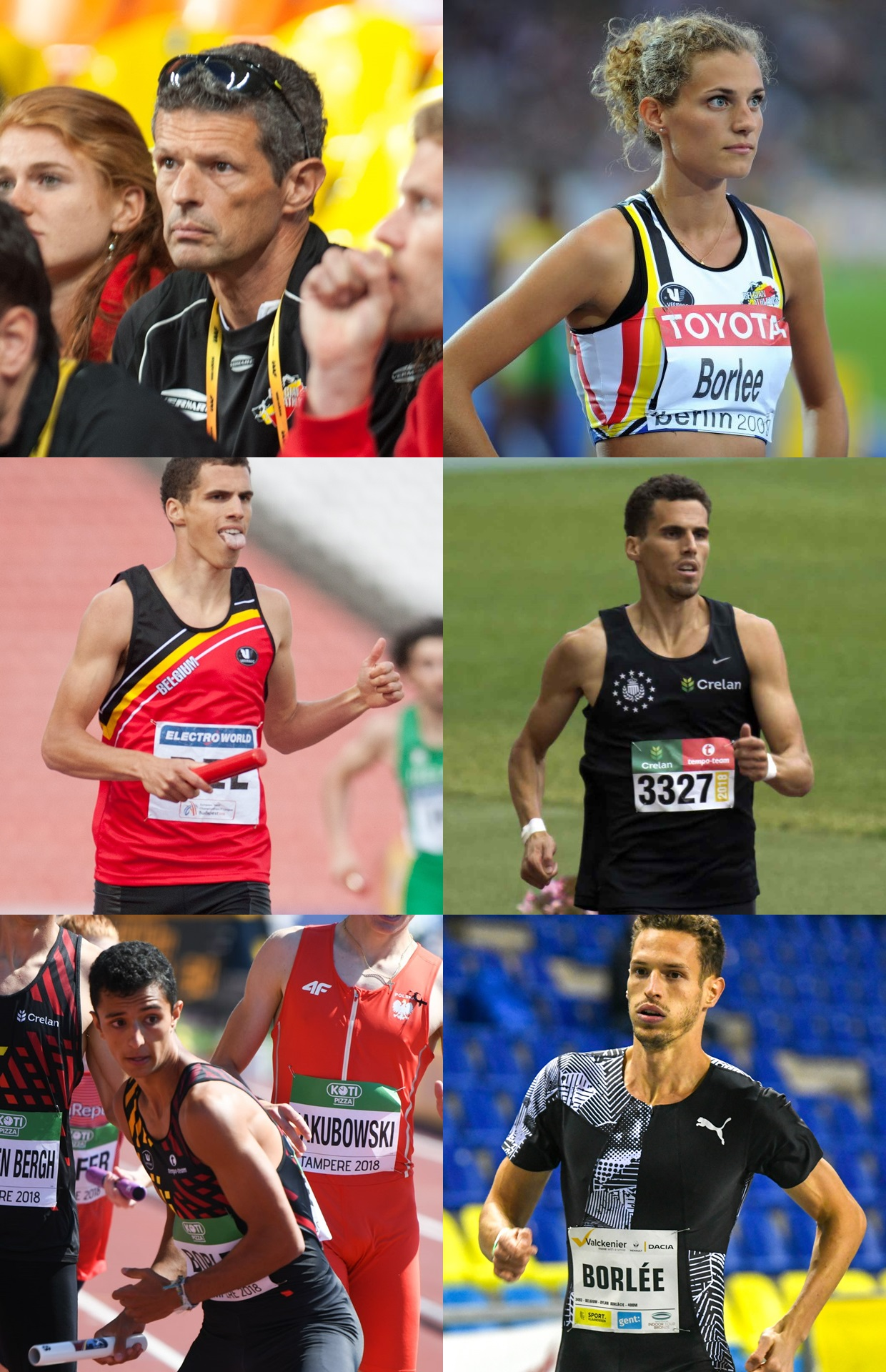
Enkele leden van de familie Borlée, met de klok mee vanaf linksboven: Jacques, Olivia, Kevin, Dylan, Rayane en Jonathan.

Degenen die aan de wieg stonden van de atletiekfamilie waren Jacques Borlée en zijn broer Jean-Pierre. Jacques werd in 1957 geboren in Stanleystad in Belgisch-Congo. Hier woonde hij samen met zijn ouders, zus en broers, waaronder Jean-Pierre. Hun ouders waren afkomstig uit België, hun vader was van Châtelet en hun moeder van Binche. Hun vader was bovendien de laatste Belgische gouverneur van de provincie Kivu. Toen halverwege 1960 de Congolese onafhankelijkheid werd uitgeroepen, moest het gezin terugkeren naar België en vestigde het zich in Sint-Pieters-Woluwe, nabij de hoofdstad Brussel. Jean-Pierre was de eerste van de familie die met atletiek begon. Hij was geboren in 1947, en dus tien jaar ouder dan Jacques. In 1971 werd Jean-Pierre twee keer Belgisch kampioen, op zowel de 100 als de 200 meter. Het was niet deze prestatie, maar een ontmoeting met Wilfried Geeroms die Jacques ertoe leidde om ook met atletiek te beginnen. Jean-Pierre behaalde in 1977 zijn derde en laatste Belgisch titel op de 400 meter horden. Jacques werd zevenmaal Belgisch kampioen. Zijn laatste overwinning op een BK was in 1983, op de 100 meter.
Twee jaar later, in 1985, trouwde Jacques met Edith Demaertelaere. Ook zij was een atlete, die in 1981 Belgisch kampioen op de 200 meter was geworden. Een jaar na hun huwelijk, op 10 april 1986, beviel Demaertelaere van hun eerste kind, Olivia. In 1988 volgde de tweeling Kevin en Jonathan. Demaertelaere, die haar carrière tijdelijk had stopgezet door de geboortes van haar kinderen, maakte na de geboorte van de tweeling een comeback. Ze scheurde hierbij echter haar achillespees, en besloot dan om definitief te stoppen als atlete. In 1991 beviel ze van Alizia, een jaar later volgde Dylan. De kinderen werden sportief opgevoed, maar niet met de gedachte om hen ooit professioneel atletiek te laten beoefenen. In 2002 besloot Olivia, na de doorbraak van Kim Gevaert, om op haar zeventiende met atletiek te beginnen. Jacques werd haar trainer. Hij volgde universitaire lessen psychologie om zijn rol als coach en als vader zo goed mogelijk gescheiden te houden. Na Olivia, in 2004, begonnen ook Kevin en Jonathan met atletiek, en ook van hen werd Jacques de coach. In 2008 wist Olivia het hoogtepunt uit haar carrière te realiseren: een gouden medaille op de Olympische Zomerspelen van 2008 in Peking. Deze behaalde ze op de 4 × 100 meter estafette, samen met Hanna Mariën, Élodie Ouédraogo en haar destijds grote idool Kim Gevaert. Aanvankelijk behaalden ze zilver, maar de gouden medaille van de Russen werd afgenomen wegens doping. Olivia is hierdoor de enige Borlée die zich Olympisch kampioen mag noemen. Acht jaar later, in 2016, nam ze opnieuw deel aan de Olympische Zomerspelen, ditmaal in Rio de Janeiro. Hier droeg ze de Belgische vlag tijdens de openingsceremonie. Dat jaar begon ze, samen met Ouédraogo, een modelabel genaamd 42|54, verwijzend naar hun winnende olympische tijd.

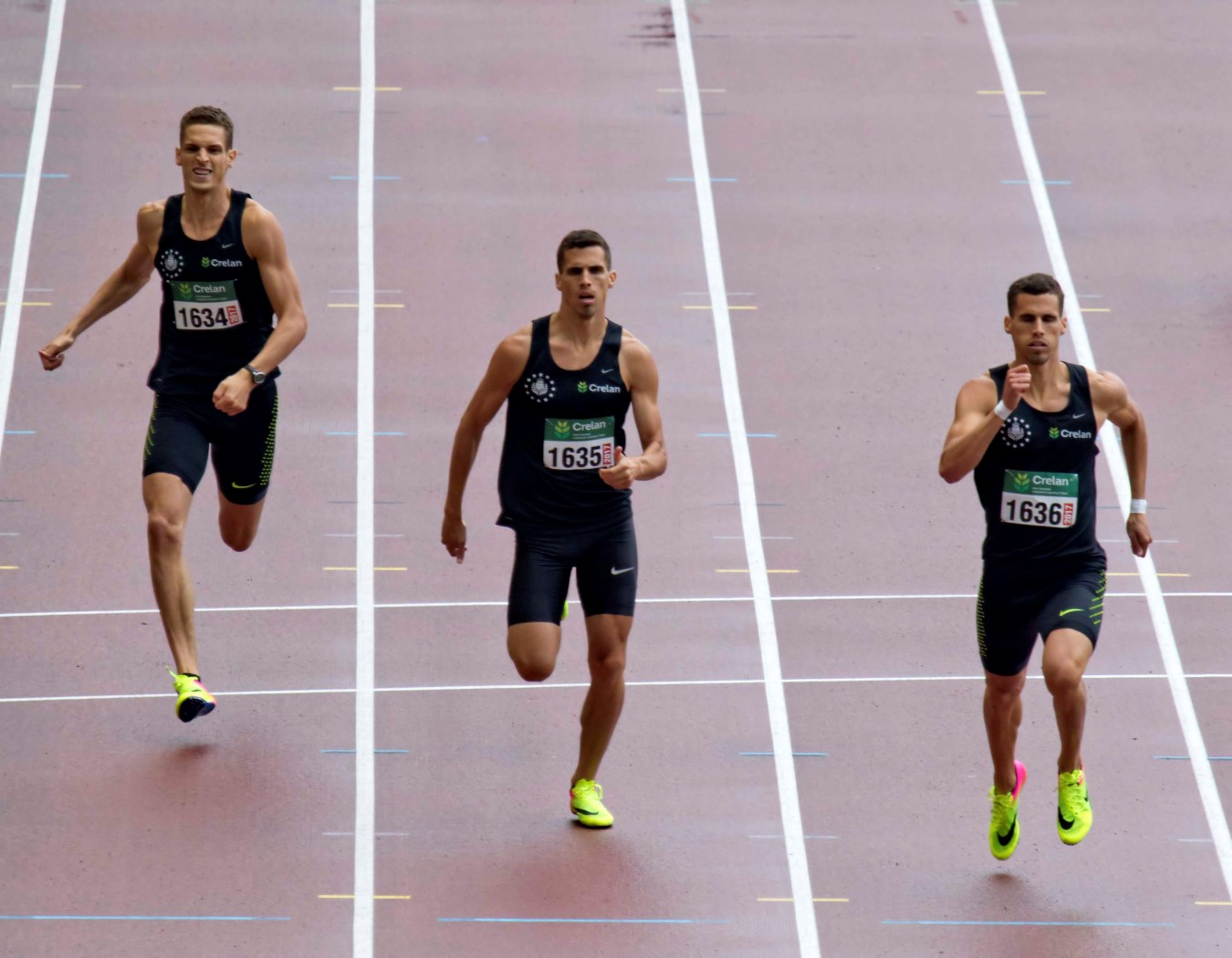
Dylan (brons), Jonathan (zilver) en Kevin (goud) tijdens de 400 meter-finale op de BK 2017

In 1994 scheidden Borlée en Demaertelaere, waarna Demaertelaere in 2005, samen met haar nieuwe partner, Dylan en Alizia, verhuisde naar het eiland Réunion in de Indische Oceaan. Dylan en Alizia speelden hier voornamelijk tennis, maar maakten later wel de overstap naar de atletiek. Olivia, Kevin en Jonathan bleven in België, na eerder met hun moeder naar La Roche-en-Ardenne verhuisd te zijn. Op haar achttiende ging Olivia alleen wonen, maar opmerkelijker is dat Kevin en Jonathan eerder, op hun vijftiende, al samen in een Brussels appartement gingen wonen, zonder hun ouders. Hun grootmoeder woonde wel op de twaalfde verdieping van het gebouw, Kevin en Jonathan op de zesde. Toen speelden ze voetbal bij White Star Woluwe. Het is bij deze club dat de familie later ook atletiek zal beoefenen. Net zoals Olivia mochten ook Kevin en Jonathan in 2008 naar de Olympische Spelen. Met het Belgische mannenestafetteteam op de 4 × 400 meter wisten ze de finale te halen en vierde te worden. Hun eerste medaille op hoog niveau behaalden ze twee jaar later op de wereldkampioenschapen indooratletiek. In 2013 sloot ook Dylan zich aan bij het estafetteteam.
In 2009 kreeg de tweeling een uitnodiging om te gaan sporten en studeren aan de Florida State University in de Verenigde Staten. Hierdoor verhuisden ze opnieuw samen, ditmaal naar Tallahassee. Hier werden ze getraind door de Zimbabweaan Ken Harnden. Ze maakten indruk op de Amerikaanse universiteitskampioenschappen van de National Collegiate Athletic Association, waar Jonathan won en Kevin vierde werd. In 2011 keerden ze terug naar België, zonder hun studies af te maken maar met het uitzicht op een profcarrière. Een jaar later keerde ook Demaertelaere terug naar België.
De in 1999 geboren Rayane is net als zijn halfbroers en -zussen actief als atleet. Hij begon, net als Kevin en Jonathan, met voetballen, waarna hij ook aan tennis deed. Op zijn zestiende begon hij dan toch met atletiek, dezelfde leeftijd waarop Olivia ooit was begonnen. In 2019 liepen Kevin, Jonathan, Dylan en Rayane voor het eerst met zijn vieren de 4 × 400 meter op de Triton Invitational in het Amerikaanse San Diego, die ze bovendien wisten te winnen.
In september 2019 verscheen bij Borgerhoff & Lamberigts het boek De Familie Borlée, geschreven door David Lehaire. Niet veel eerder zette Olivia een punt achter haar carrière, waarna ze zich volledig ging focussen op haar modelabel. In 2020 maakte Jacques, samen met zijn zonen Kevin, Jonathan en Dylan, de overstap van de franstalige atletiekfederatie LBFA naar het Vlaamse equivalent Vlaamse Atletiekliga. In juni 2022 kondigde Jacques Borlée aan om na de Olympische Zomerspelen van 2024 te stoppen als trainer. Enkele maanden later, in december, beslisten ook Jonathan en Kevin om na die Olympische Spelen te stoppen.

## Beperkte stamboom
|                    |                    |                    |                    |                    |                    |  |  |              |              |              |              |              |              |  |  |                     |                     |                     |                     |                     |                     |  |  |                |                |                |                |                |                |              |              |  |  |  |  |  |  |  |  |  |  |  |  |
|                    |                    |                    |                    |                    |                    |  |  |              |              |              |              |              |              |  |  |                     |                     |                     |                     |                     |                     |  |  |                |                |                |                |                |                |              |              |  |  |  |  |  |  |  |  |  |  |  |  |
| Jean-Pierre Borlée | Jean-Pierre Borlée | Jean-Pierre Borlée | Jean-Pierre Borlée | Jean-Pierre Borlée | Jean-Pierre Borlée |  |  |              |              |              |              |              |              |  |  | Edith Demaertelaere | Edith Demaertelaere | Edith Demaertelaere | Edith Demaertelaere | Edith Demaertelaere | Edith Demaertelaere |  |  | Jacques Borlée | Jacques Borlée | Jacques Borlée | Jacques Borlée | Jacques Borlée | Jacques Borlée |              |              |  |  |  |  |  |  |  |  |  |  |  |  |
| Jean-Pierre Borlée | Jean-Pierre Borlée | Jean-Pierre Borlée | Jean-Pierre Borlée | Jean-Pierre Borlée | Jean-Pierre Borlée |  |  |              |              |              |              |              |              |  |  | Edith Demaertelaere | Edith Demaertelaere | Edith Demaertelaere | Edith Demaertelaere | Edith Demaertelaere | Edith Demaertelaere |  |  | Jacques Borlée | Jacques Borlée | Jacques Borlée | Jacques Borlée | Jacques Borlée | Jacques Borlée |              |              |  |  |  |  |  |  |  |  |  |  |  |  |
|                    |                    |                    |                    |                    |                    |  |  |              |              |              |              |              |              |  |  |                     |                     |                     |                     |                     |                     |  |  |                |                |                |                |                |                |              |              |  |  |  |  |  |  |  |  |  |  |  |  |
|                    |                    |                    |                    |                    |                    |  |  |              |              |              |              |              |              |  |  |                     |                     |                     |                     |                     |                     |  |  |                |                |                |                |                |                |              |              |  |  |  |  |  |  |  |  |  |  |  |  |
| Olivia Borlée      | Olivia Borlée      | Olivia Borlée      | Olivia Borlée      | Olivia Borlée      | Olivia Borlée      |  |  | Kevin Borlée | Kevin Borlée | Kevin Borlée | Kevin Borlée | Kevin Borlée | Kevin Borlée |  |  | Jonathan Borlée     | Jonathan Borlée     | Jonathan Borlée     | Jonathan Borlée     | Jonathan Borlée     | Jonathan Borlée     |  |  |                |                | Dylan Borlée   | Dylan Borlée   | Dylan Borlée   | Dylan Borlée   | Dylan Borlée | Dylan Borlée |  |  |  |  |  |  |  |  |  |  |  |  |